# Dendrelaphis andamanensis
Espèce
Synonymes
- Dendrophis picta var. andamanensis Anderson, 1871

Dendrelaphis andamanensis est une espèce de serpents de la famille des Colubridae.

## Répartition
Cette espèce est endémique des îles Andaman en Inde.

## Description
Dendrelaphis andamanensis est un serpent arboricole diurne. Il mesure au maximum 120 cm dont environ 35 à 40 cm de queue. Son dos est vert prairie et ne présente pas de ligne vertébrale, ce qui le différencie aisément de Dendrelaphis cyanochloris, espèce apparentée, de couleur brune et bleue.

## Étymologie
Son nom d'espèce, composé de andaman et du suffixe latin -ensis, « qui vit dans, qui habite », lui a été donné en référence au lieu de sa découverte.

## Publication originale
- Anderson, 1871 : On some Indian reptiles. Proceedings of the Zoological Society of London, vol. 1871, p. 149-211 (texte intégral).